# Nicolai Jørgensen (fodboldspiller, født 1980)
 Der er flere personer med dette navn, se Nicolai Jørgensen.
Nicolai Jørgensen (født 15. januar 1980) er en dansk fodboldspiller, der startede sin karriere i Fredericia KFUM, og senere har spillet i Vejle Boldklub og FC Midtjylland. Hans kontrakt med FC Midtjylland udløb ved årsskiftet 2006-2007.
I 2009 spillede Nicolai Jørgensen for islandske Keflavík, inden han i 2010 indstillede fodboldkarrieren.